# دالبندین
دالبندین (به انگلیسی: Dalbandin) یک منطقهٔ مسکونی در پاکستان است که در ایالت بلوچستان واقع شده‌است. دالبندین ۱۲۶٬۸۲۲ نفر جمعیت دارد و ۸۴۳ متر بالاتر از سطح دریا واقع شده‌است.